# Svingen

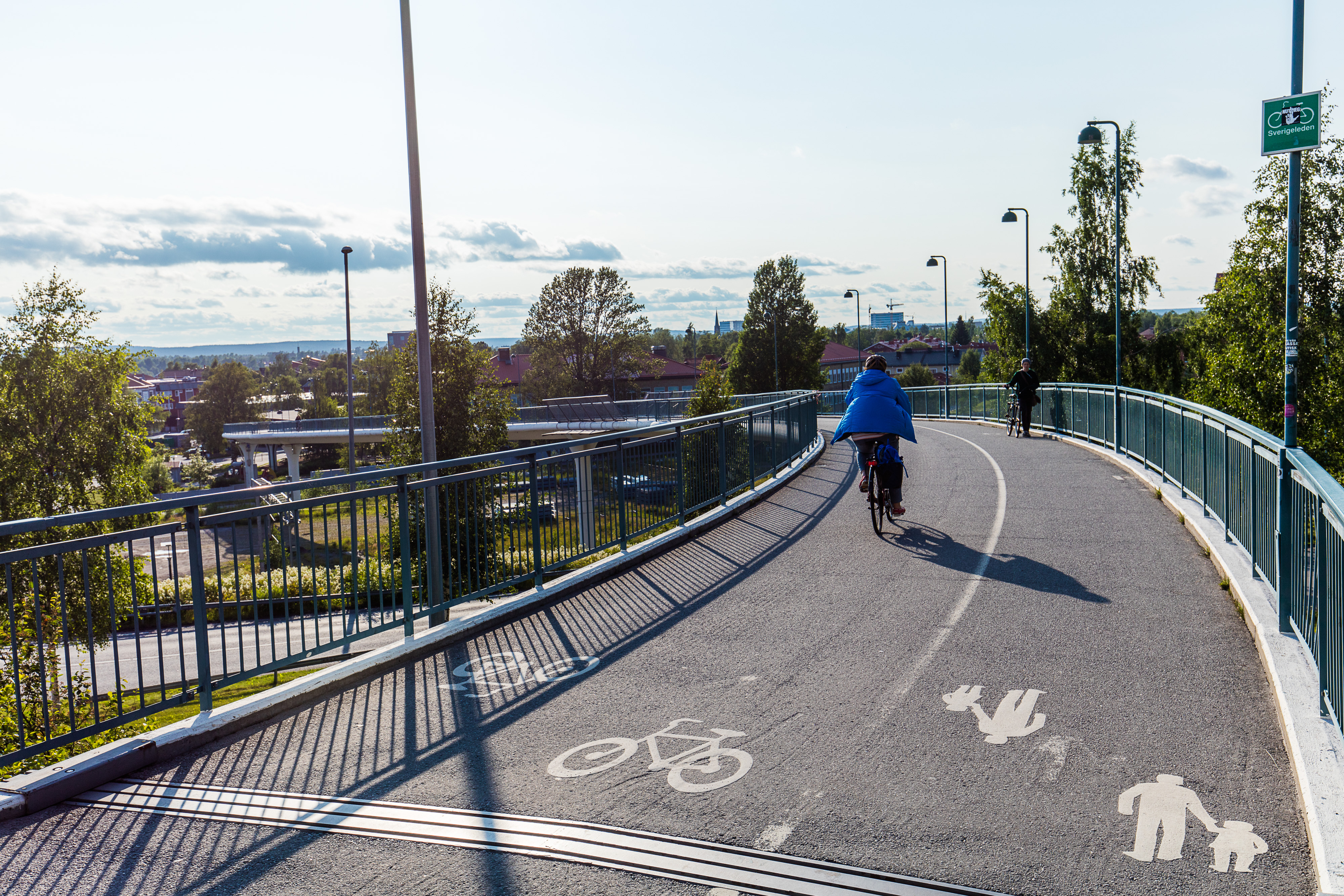
Svingen sedd uppifrån.

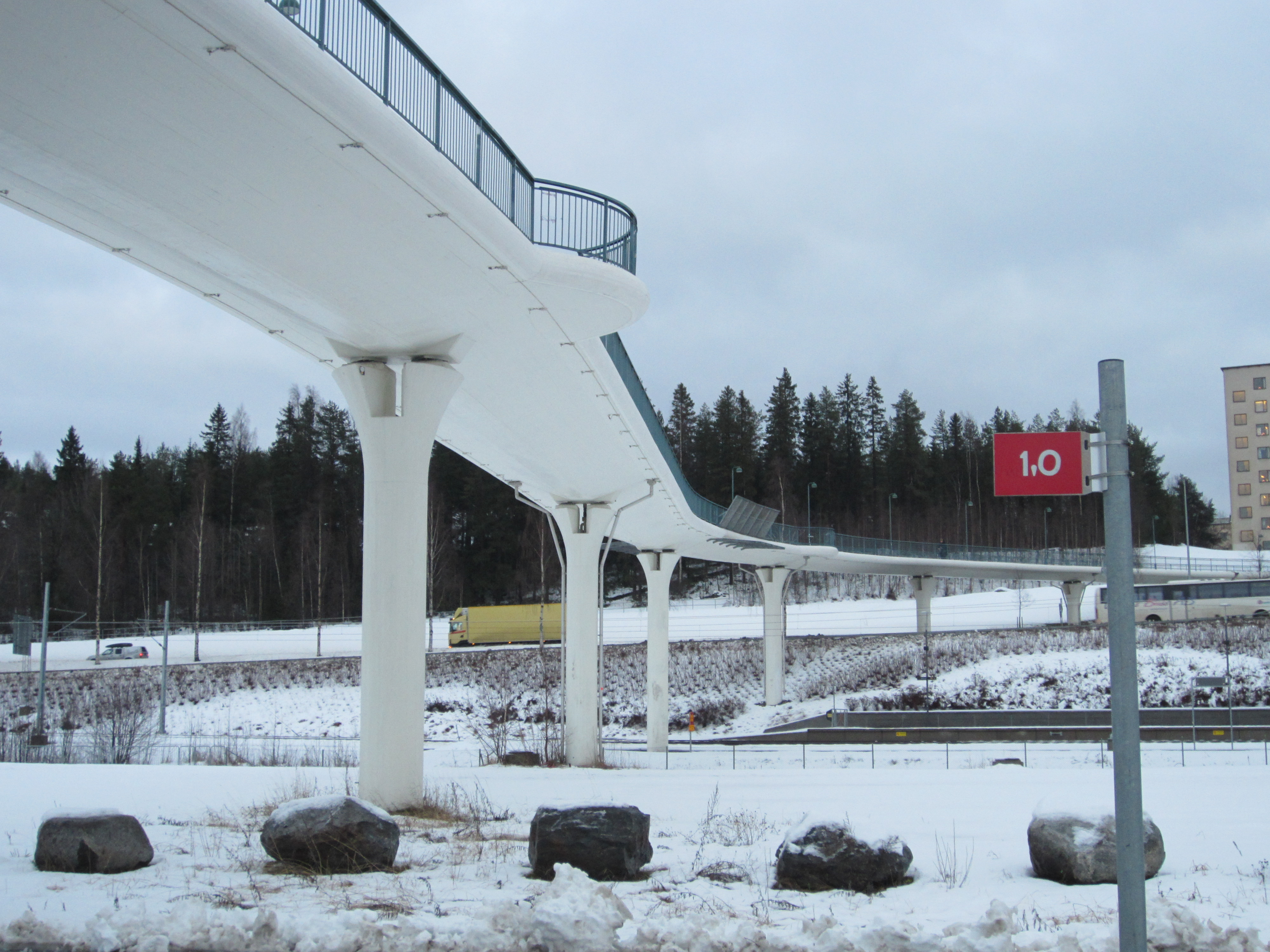
Svingen sedd nerifrån.

Svingen är Umeås längsta gång- och cykelbro. Den mäter 271 meter lång och sammanbinder stadsdelen Östermalm med stadens östra del, där Blå vägen och järnvägen tidigare var ett hinder. Bron färdigställdes 1999. Svingen går bland annat över Umeå Ö och Botniabanan som trafikeras av Norrtåg och SJ. Bron börjar vid Östermalmsskolan och sträcker sig upp till Norrlands universitetssjukhus. Svingen är räknat som Umeås trafikmässigt farligaste plats, med flest inträffade olyckor. Svingen bärs upp av ett tiotal robusta pelare av betong. Svingen är vid flera ställen försedd med halvcirkelformade utbuktningar. Dessa är tänkta som vilo- eller utsiktsplatser för fotgängare.
Svingen har markvärme, detta som ett led i att förebygga olyckor. Svingen är även en del av Sverigeleden.

## Bakgrund
Då Umeå är en studentstad med en stor befolkning i de östra stadsdelarna, behövdes det ett enkelt sätt för fotgängare och cyklister att ta sig över järnvägen och den vältrafikerade Blå vägen. Bygget startade 1998 och bron stod färdig för invigning 1999.